# Władysław Tarnowski
Count Władysław Tarnowski (Wróblewice, 4 juni 1836 – schip in de buurt van San Francisco, 19 april 1878), was een Pools componist en virtuoos pianist uit de romantiek.

## Biografie

### Levensloop
Władysław Tarnowski werd op 4 juni 1836 in Wróblewice geboren, als het eerste kind van Walerian Spycymir Tarnowski (1811–1861), grondbezitter en Ernestyna Tarnowska (1808-1840). Het echtpaar kreeg in totaal drie kinderen (Władysław 1836-1878), Stanisław (1838-1909), en Maria Józefa (1840-1938). Zijn moeder stierf toen hij vier jaar oud was. Van Stanisław is bekend dat hij landschapsschilder was. Władysław Tarnowski werd op vijftienjarige leeftijd door zijn vader ingeschreven aan de Jagiellonische Universiteit van Krakau. Hij studeerde af in rechten en filosofie in 1857. Maar hij wilde muzikant worden. Dat is waarom later studeerde hij verder bij Daniel Auber, in het Conservatorium te Parijs. In 1863 hij onderbrak zijn studie om in dienst te gaan van het Pools leger in de Januariopstand. Diende hij als logistieke medewerker, geheime koerier voor de regering; en als soldaat in de elite militaire eenheid z.g. "Żuawi Śmierci". Hij schreef ook liedjes voor het leger. Later studeerde hij verder bij Ernst Friedrich Richter en Ignaz Moscheles, in het Conservatorium te Leipzig; en in Rome en Rome onder leiding van Franz Liszt.

## Lijst van werken

### Muzikale composities

#### Stukken voor piano
- Trois Mazurkas pour Piano, rond 1870.
- Chart sans paroles, 1870.
- Valse-poeme, 1870.
- Fantazie-Impromptu
- Impromptu „L’adieu de l’artiste”, rond 1870.
- Souvenir de la Canée,1870.
- Polonez dla Teofila Lenartowicza, 1872
- Grande Polonaise (quasi Rhapsodie symphonique Polonaise I) composée et dediée à son ami T. Lenartowicz, 1874.
- Sonate à son ami Br. Zawadzki, rond 1875.
- Extases au Bosphor, fantasie rapsodie sur les melodies orientales, op. 10, rond 1875.
- Marsz żałobny z osobnej całości symfonicznej poświęcony pamięci Augusta Bielowskiego, 1876.
- Ave Maria, 1876.
- Pensée funebre vóór 1878.
- Andantino pensieroso, 1878 (postume uitvoering).

##### Nocturnes
- Nocturne dédié à sa soeur Marie,
- Nuit sombre.
- Nuit claire.

#### Kamermuziek
- Quatour Re-majeur pour Deur Violons, Viola et Violonceller, 1874.
- Fantaisie quasi Sonate.
- Souvenir d’un ange, rond 1876.[8]

#### Stukken voor orkest
- Symfonia d’un drammo d’amore, 1871.
- Karlińscy, 1874.
- Joanna Grey, 1875.
- Achmed oder der Pilger der Liebe of Achmed, czyli pielgrzym miłości, (opera), 1875.

#### Songs
- A kto chce rozkoszy użyć, of Jak to na wojence ładnie, 1863, (Songtekst van Władysław Tarnowski).
- Herangedämmert kam der Abend, (Songtekst van Heinrich Heine).
- Die Perle, (Songtekst van Władysław Tarnowski).
- Die Schwalben, (Songtekst van Władysław Tarnowski).
- Im Traum sah ich das Lieben, (Songtekst van Heinrich Heine).
- Ich sank verweint in sanften Schlummer of Widzenie, (Songtekst van Władysław Tarnowski).
- Neig, o Schöne Knospe, (Songtekst van Mirza-Schaffy Vazeh).
- Kennst du die Rosen, rond 1870, (Songtekst van Władysław Tarnowski).
- Du Buch mit sieben Siegeln, rond 1870, (Songtekst van Ludwig Foglár).
- Ob du nun Ruhst, rond 1870, (Songtekst van Ludwig Foglár).
- Klänge Und Schmerzen, rond 1870, (Songtekst van Robert Hamerling).
- Nächtliche Regung, rond 1870, (Songtekst van Robert Hamerling).
- Strofa dello Strozzi e la risposttadi Michalangelo, (Songtekst van Filippo Strozzi en Michelangelo).
- Au soleil couchant, 1873, (Songtekst van Victor Hugo).
- Still klingt das Glöcklein durch Felder, of Dźwięczy głos dzwonka przez pole, 1874, (Songtekst van Władysław Tarnowski).
- Alpuhara, 1877, (Songtekst van Adam Mickiewicz).
- Mein kahn, vóór 1878, (Songtekst van Johann von Paümann ps. Hans Max).[9]

### Drama's
- Izaak, 1871.
- Karlinscy, 1874.
- Joanna Grey, 1874.
- Ostatnie sądy kapturowe, 1874.
- Finita la comedia, 1874.

### Poëzie
- Poezye studenta (1, 2, 3, 4, 1863-1865).
- Krople czary, 1865.
- Szkice helweckie i Talia, 1868.
- Piołuny, 1869.
- Nowe Poezye, 1872.